# Анненський Ісидор Маркович
А́нненський Іси́дор Ма́ркович (13 березня 1906 — 2 травня 1977) — радянський режисер і сценарист, заслужений діяч мистецтв РРФСР.

## Біографія
Ісидор Маркович Анненський народився 13 березня 1906 року в місті Ольвіополь Єлизаветградського повіту Херсонської губернії (тепер Первомайськ Миколаївської області).
Закінчив театральну школу в Одесі. Працював актором і режисером в театрах Архангельська, Ростова-на-Дону, Баку, в Московському театрі Революції.
У 1934 році закінчив режисерський факультет ГІТІСу, потім — Кіноакадемію при ВДІКу (курс Сергія Ейзенштейна), самостійно поставив фільм «Ведмідь».
Неодноразово звертався до екранізації творів російської класики, зокрема «Людина у футлярі», «Весілля», «Анна на шиї» А. П. Чехова, «Княжна Мері» М. Ю. Лермонтова тощо.
У фільмах І. М. Анненського в різні роки знімались видатні актори: О. М. Вертинський, О. М. Грибов, М. І. Жаров, Ф. Г. Раневська, М. П. Хмельов та інші. У нього дебютували в кінематографі актори: О. М. Андровська, Л. І. Хитяєва, Ю. М. Соломін, І. П. Мірошниченко та інші.
У 1971 році за заслуги в галузі кіномистецтва І. М. Анненському присвоєно почесне звання «Заслужений діяч мистецтв РРФСР».
Помер 2 травня 1977 року. Похований у Москві на Троєкурівському цвинтарі.

## Творчий доробок
І. М. Анненський написав автобіографічну книгу «В театрі і кіно» (Москва; видавництво БПСК, 1974).

### Режисер
- 1976 — Екран миру у Москві (документальний)
- 1974 — Суперечка про людину (документальний)
- 1973 — Таланти й шанувальники
- 1969 — Троє
- 1967 — Тетянин день
- 1967 — Бажаємо успіху (короткометражний)
- 1963 — Перший тролейбус
- 1962 — Вашингтонська історія (фільм-спектакль)
- 1960 — Безсонна ніч
- 1958 — Матрос з «Комети»
- 1957 — Катерина Вороніна
- 1955 — Княжна Мері
- 1954 — Анна на шиї
- 1944 — Весілля
- 1942 — Невловимий Ян
- 1940 — П'ятий океан (Київська кіностудія)
- 1939 — Людина у футлярі
- 1938 — Ведмідь (короткометражний)

### Сценарист
- 1973 — Таланти й шанувальники
- 1969 — Троє
- 1967 — Бажаємо успіху (короткометражний)
- 1962 — Телефоністка
- 1962 — Вашингтонська історія (фільм-спектакль)
- 1955 — Княжна Мері
- 1954 — Анна на шиї
- 1944 — Весілля
- 1939 — Людина у футлярі
- 1938 — Ведмідь (короткометражний)